# Richard Freitag
Richard Freitag (Erlabrunn, 14 augustus 1991) is een Duits schansspringer.

## Carrière
Freitag maakte zijn wereldbekerdebuut op 29 december 2009 tijdens de eerste wedstrijd van het vierschansentoernooi in Oberstdorf, vier dagen later scoorde hij zijn eerste wereldbekerpunt. Op de wereldkampioenschappen skivliegen 2010 in Planica eindigde de Duitser op de achtentwintigste plaats, in de landenwedstrijd eindigde hij samen met Michael Neumayer, Martin Schmitt en Michael Uhrmann op de zevende plaats.
Tijdens de wereldkampioenschappen schansspringen 2011 in Oslo eindigde Freitag als vijftiende op de grote schans; samen met Martin Schmitt, Severin Freund en Michael Uhrmann eindigde hij als vierde in de landenwedstrijd op de grote schans. In november 2011 behaalde de Duitser in Kuusamo zijn eerste toptienklassering in een wereldbekerwedstrijd. Een week later stond hij in Lillehammer voor de eerste maal in zijn carrière op het podium van een wereldbekerwedstrijd. Op 11 december 2011 boekte Freitag in Harrachov zijn eerste wereldbekerzege. In Vikersund nam de Duitser deel aan de wereldkampioenschappen skivliegen 2012. Op dit toernooi eindigde hij als negende, in de landenwedstrijd veroverde hij samen met Andreas Wank, Maximilian Mechler en Severin Freund de zilveren medaille.
Tijdens de Olympische Winterspelen van 2014 in Sotsji eindigde Freitag als 20e op de normale schans en als 21e op de grote schans.
In 2015 nam Freitag deel aan de Wereldkampioenschappen schansspringen. Freitag eindigde 7e op de normale. Samen met Carina Vogt, Severin Freund en Katharina Althaus werd Freitag  wereldkampioen in de gemengde landenwedstrijd.
In 2018 nam Freitag ook deel aan de Olympische winterspelen in Pyeongchang. Freitag eindigde 9e op zowel de normale schans als de grote schans. Samen met Karl Geiger, Stephan Leyhe en Andreas Wellinger behaalde Freitag de zilveren medaille in de landenwedstrijd.

## Resultaten

### Olympische Winterspelen
| Jaar | Plaats      | Resultaten                            |
| ---- | ----------- | ------------------------------------- |
| 2014 | Sotsji      | 20e HS106 21e HS140                   |
| 2018 | Pyeongchang | 9e HS109 · 9e HS140 · landenwedstrijd |

### Wereldkampioenschappen
| Jaar | Plaats        | Resultaten                                                |
| ---- | ------------- | --------------------------------------------------------- |
| 2011 | Oslo          | 15e HS134 4e Team HS134                                   |
| 2013 | Val di Fiemme | 6e HS106 · 6e HS134 · Team HS134 · Gemengd team HS106     |
| 2015 | Falun         | 7e HS100 · 15e HS134 · Gemengd team HS100 · 5e Team HS134 |
| 2017 | Lahti         | 9e HS100 19e HS130 4e Team HS130                          |
| 2019 | Seefeld       | 5e HS109 · 9e HS 130 · Team HS130                         |

### Wereldkampioenschappen skivliegen
| Jaar | Plaats          | Resultaten              |
| ---- | --------------- | ----------------------- |
| 2010 | Planica         | 28e HS215 7e Team HS215 |
| 2012 | Vikersund       | 9e HS225 · Team HS225   |
| 2016 | Bad Mitterndorf | 8e HS225 · Team HS225   |
| 2018 | Oberstdorf      | HS235 · 4e Team HS235   |

### Wereldbeker
Eindklasseringen
| Seizoen   | Algm   | SV  | 4S  | NT | RAW |
| --------- | ------ | --- | --- | -- | --- |
| 2009/2010 | 90e    | -   | 38e | -  |     |
| 2010/2011 | 38e    | 52e | 17e |    |     |
| 2011/2012 | 6e     | 11e | 10e |    |     |
| 2012/2013 | 8e     | 13e | 11e |    |     |
| 2013/2014 | 24e    | -   | 24e |    |     |
| 2014/2015 | 12e    | 19e | 6e  |    |     |
| 2015/2016 | 9e     | 13e | 9e  |    |     |
| 2016/2017 | 13e    | 17e | 11e |    | 15e |
| 2017/2018 | Zilver | 7e  | 27e |    | 7e  |
| 2018/2019 | 21e    | 21e | 14e |    | 32e |
| 2019/2020 | 44e    | -   | -   |    | -   |

Wereldbekerzeges
| Datum            | Plaats           | Schans                       |
| ---------------- | ---------------- | ---------------------------- |
| 11 december 2011 | Harrachov        | HS142                        |
| 30 november 2012 | Kuusamo          | HS142 (teamwedstrijd)        |
| 16 februari 2013 | Oberstdorf       | HS213                        |
| 9 maart 2013     | Lahti            | HS130 (teamwedstrijd)        |
| 10 maart 2013    | Lahti            | HS130                        |
| 22 november 2014 | Klingenthal      | HS140 (teamwedstrijd)        |
| 20 december 2014 | Engelberg        | HS137                        |
| 4 januari 2015   | Innsbruck        | HS130 (Vierschansentoernooi) |
| 17 januari 2015  | Zakopane         | HS134 (teamwedstrijd)        |
| 21 november 2015 | Klingenthal      | HS140 (teamwedstrijd)        |
| 9 januari 2016   | Willingen        | HS145 (teamwedstrijd)        |
| 21 januari 2017  | Zakopane         | HS134 (teamwedstrijd)        |
| 2 december 2017  | Nizjni Tagil     | HS134                        |
| 10 december 2017 | Titisee-Neustadt | HS142                        |
| 17 december 2017 | Engelberg        | HS140                        |
| 3 maart 2018     | Lahti            | HS130 (teamwedstrijd)        |

### Grand-Prix
Eindklasseringen
| Jaar | Plaats |
| ---- | ------ |
| 2011 | 7e     |
| 2012 | 19e    |
| 2013 | 12e    |
| 2014 | 7e     |
| 2015 | 20e    |
| 2016 | 27e    |
| 2017 | 60e    |
| 2018 | 40e    |
| 2019 | 22e    |